# Vritz
Vritz (bretonisch: Gwerid; Gallo: Veriz) ist eine Ortschaft und eine Commune déléguée mit 706 Einwohnern (Stand: 1. Januar 2022) in der französischen Gemeinde Vallons-de-l’Erdre, im Département Loire-Atlantique und in der Region Pays de la Loire. Die Einwohner werden Vritziens genannt.
Zum 1. Januar 2018 wurde Vritz mit Bonnœuvre, Maumusson, Saint-Mars-la-Jaille und Saint-Sulpice-des-Landes zur Gemeinde (Commune nouvelle) Vallons-de-l’Erdre zusammengelegt. Die Gemeinde Vritz gehörte zum Arrondissement Châteaubriant-Ancenis.

## Geografie
Vritz liegt etwa 54 Kilometer nordöstlich von Nantes und etwa 40 Kilometer westnordwestlich von Angers. Umgeben wird Vritz von den Ortschaften Challain-la-Potherie im Norden, Angrie im Osten, Candé im Südosten, Freigné im Süden und Südwesten sowie Le Pin im Westen. 

## Bevölkerungsentwicklung
| Jahr                       | 1962 | 1968 | 1975 | 1982 | 1990 | 1999 | 2006 | 2017 |
| Einwohner                  | 956  | 904  | 843  | 828  | 813  | 803  | 760  | 767  |
| Quellen: Cassini und INSEE |      |      |      |      |      |      |      |      |

## Sehenswürdigkeiten
- Kirche Saint-Gervais-Saint-Protais, 1887 erbaut
- Schloss La Bouvraie aus dem 15. Jahrhundert
- Herrenhaus La Ramée
- Herrenhaus La Tesserie

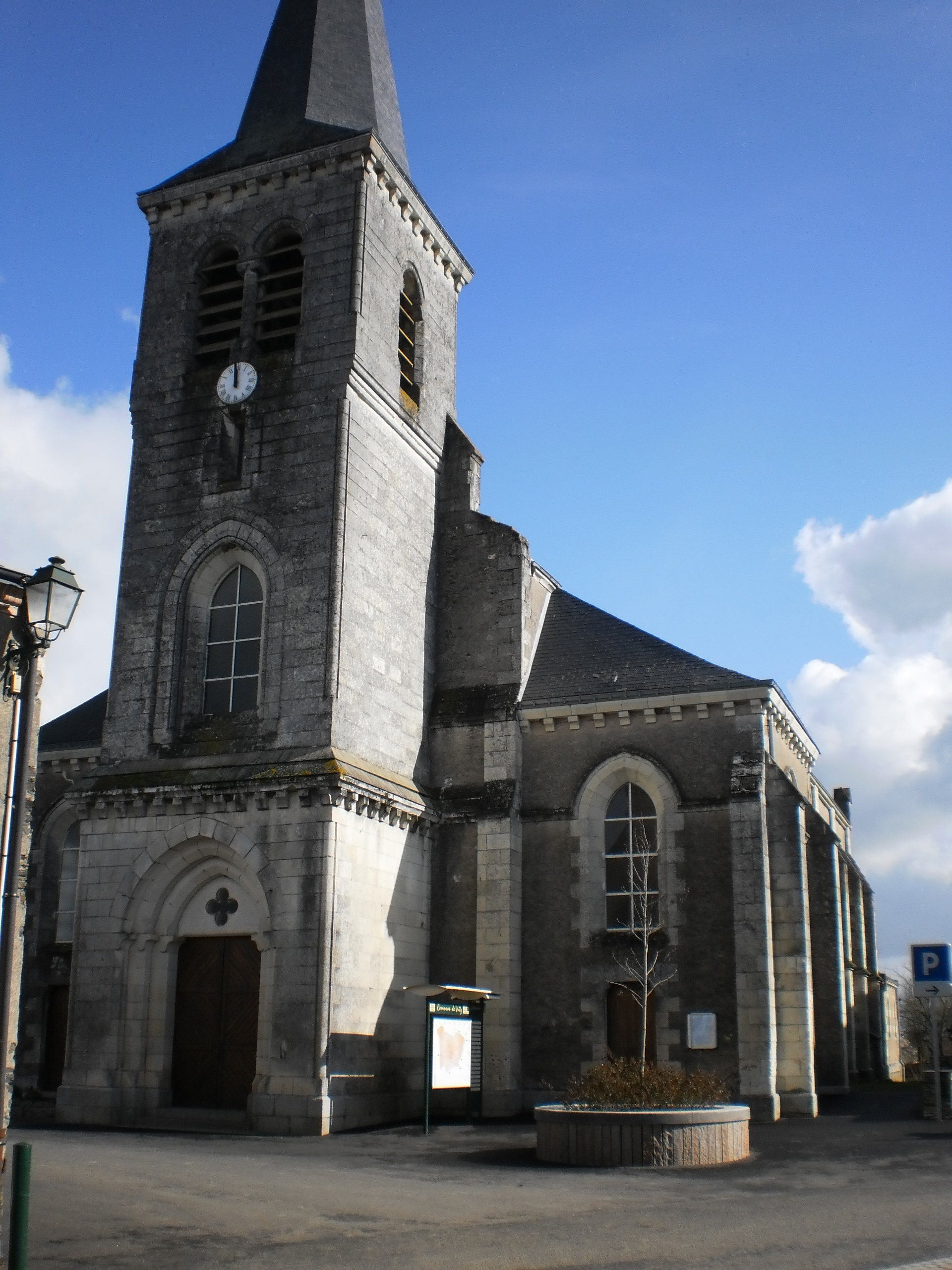
Kirche Saint-Gervais-Saint-Protais
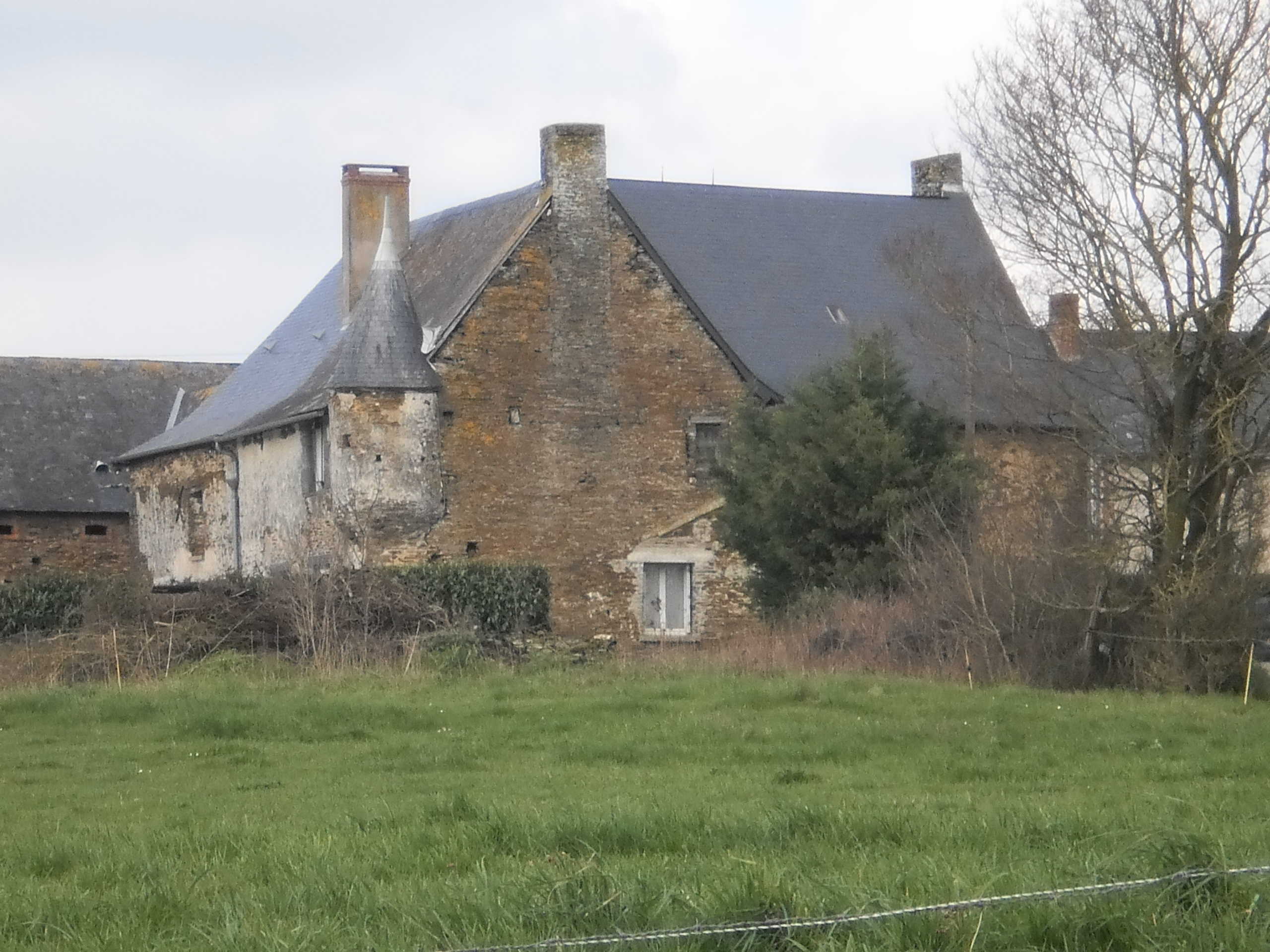
Herrenhaus La Tesserie